# Anoba pohli
Anoba pohli là một loài bướm đêm trong họ Erebidae.